# Tipula borysthenica
Tipula borysthenica är en tvåvingeart som beskrevs av Evgenyi Nikolayevich Savchenko 1954. Tipula borysthenica ingår i släktet Tipula och familjen storharkrankar. Inga underarter finns listade i Catalogue of Life.